# Råtjärnen (Åsele socken, Lappland)
Råtjärnen är en sjö i Åsele kommun i Lappland som ingår i Gideälvens huvudavrinningsområde och ligger 351 meter över havet. Sjön ligger i Björnlandet Natura 2000-område. Råtjärnen avvattnas av vattendraget Björkbäcken som har biflödesordning 3, vilket innebär att vattnet flödar genom totalt 3 vattendrag (Angsjöbäcken, Flärkån, Gideälven) innan det når havet. Björkbäcken är det primära tillflödet till Angsjön.